# Dolní Studénky
Dolní Studénky är en ort i Tjeckien.   Den ligger i regionen Olomouc, i den östra delen av landet, 180 km öster om huvudstaden Prag. Dolní Studénky ligger 303 meter över havet och antalet invånare är 1 278.
Terrängen runt Dolní Studénky är huvudsakligen kuperad, men åt sydväst är den platt. Runt Dolní Studénky är det ganska tätbefolkat, med 83 invånare per kvadratkilometer. Närmaste större samhälle är Šumperk, 3,4 km norr om Dolní Studénky. Omgivningarna runt Dolní Studénky är en mosaik av jordbruksmark och naturlig växtlighet.